# رابح قموح
رابح قموح (انگلیسی: Rabah Gamouh؛ زادهٔ ۲۱ ژانویهٔ ۱۹۵۲) بازیکن فوتبال اهل الجزایر بود.
از باشگاه‌هایی که در آن بازی کرده‌است می‌توان به باشگاه فوتبال گنگام و باشگاه فوتبال نیم المپیک اشاره کرد.
وی همچنین در تیم ملی فوتبال الجزایر بازی کرده‌است.